# Пилкохвіст український (срібна монета)
«Пилкохві́ст украї́нський» — срібна пам'ятна монета номіналом десять гривень, випущена Національним банком України. Присвячена рідкісному виду комах родини Листові коники (Phaneropteridae) пилкохвосту українському (Poecilimon ukrainicus), що живе лише на території України. Вид включено до Червоної книги України.
Монету введено в обіг 14 червня 2006 року. Вона належить до серії «Флора і фауна».

## Опис монети та характеристики
| Номінал грн. | Метал            | Маса, грам   | Діаметр, мм. | Якість виготовлення | Гурт     | Тираж, штук |
| ------------ | ---------------- | ------------ | ------------ | ------------------- | -------- | ----------- |
| 10           | срібло 925 проби | 31,1 / 33,62 | 38,61        | пруф                | рифлений | 8 000       |

### Аверс
На аверсі монети в обрамленні вінка, утвореного із зображень окремих видів флори і фауни, розміщено малий Державний Герб України та написи: «НАЦІОНАЛЬНИЙ»/ «БАНК»/ «УКРАЇНИ»/ «10»/ «ГРИВЕНЬ»/ «2006», а також позначення металу та його проби — Ag 925, маса в чистоті — 31,1, крім того, — логотип Монетного двору Національного банку України.

### Реверс

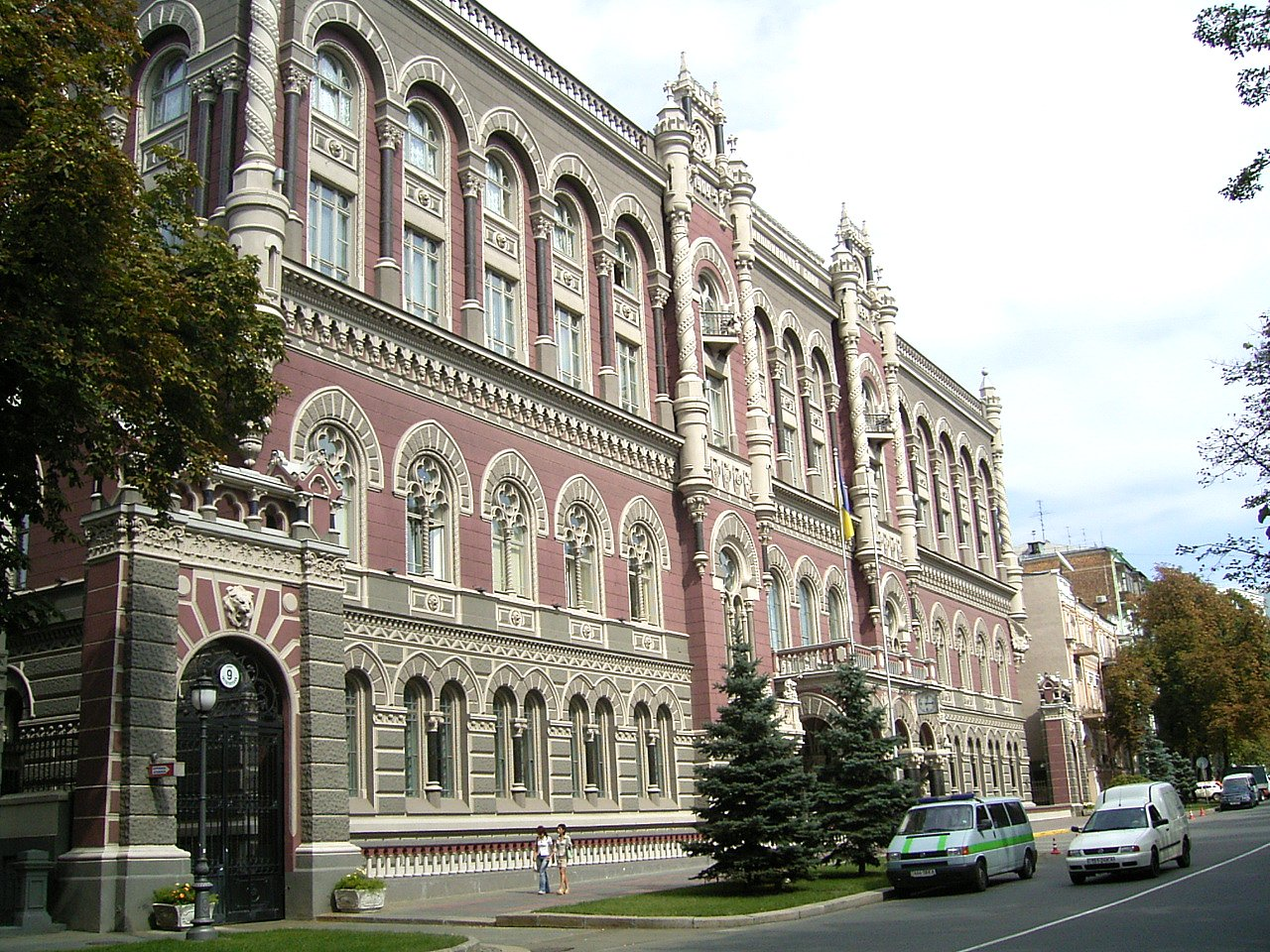
Будівля Національного банку України

На реверсі монет зображено коника на травинці та півколом розміщено написи: «ПИЛКОХВІСТ УКРАЇНСЬКИЙ» (угорі) та «POECILIMON UKRAINICUS» (унизу).

## Автори
- Художник — Дем'яненко Володимир.
- Скульптор — Дем'яненко Володимир.

## Вартість монети
Ціна монети — 575 гривень була вказана на сайті НБУ в 2013 році.
Фактична приблизна вартість монети з роками змінювалася так:
| Рік        | 2010 | 2011 | 2012 | 2013 | 2014 | 2015 | 2016 | 2017 | 2018 | 2019 | 2020 | 2021 | 2022  | 2023  | 2024  | 2025  |
| ---------- | ---- | ---- | ---- | ---- | ---- | ---- | ---- | ---- | ---- | ---- | ---- | ---- | ----- | ----- | ----- | ----- |
| Ціна, грн. | 600  | 600  | 600  | 600  | 450  | 750  | 740  | 900  | 830  | 780  | 730  | 990  | 1 450 | 1 950 | 2 900 | 2 900 |